# Conrad Rooks
Conrad Rooks (Kansas City (Missouri), 15 de diciembre de 1934-Massachusetts, 27 de diciembre de 2011) fue un escritor, director, guionista y productor estadounidense conocido por la adaptación de la novela de Hermann Hesse Siddartha. 

## Biografía
Rooks era un heredero de la fortuna de los cosméticos Productos Avon, donde su padre, Russell Rooks, fue uno de los presidentes fundadores, a quien se le ocurrió la ahora famosa frase "Ding Dong Avon calling".
Cuando tenía dieciocho años, Rooks se convirtió en un abusador de sustancias (alcohol, cocaína, heroína y otros). Después de años de adicción, viajó a Europa en busca de una nueva "cura para dormir" ofrecida por un médico en una clínica en Zúrich. Según Rooks, la cura fue exitosa y nunca volvió a abusar de sustancias. A partir de entonces, Conrad pasó gran parte de su vida viajando por el mundo, viviendo en el extranjero durante muchos años en lugares como Nueva Delhi y Pattaya, Tailandia.

## Carrera
En 1966 Rooks escribió, dirigió y protagonizó su primer film, Chappaqua, una exploración semiautobiográfica de los peligros de la adicción, la agonía de la retirada, el viaje del autor a Europa y el éxito con la mencionada "cura del sueño". La película ganó el segundo premio en el Festival de Cine de Venecia de 1966. En 1972, dirigió Siddhartha protagonizada por Shashi Kapoor.
Se casó con Zina Rachevsky con quien tuvo dos hijos (Alexander y Rhea). Posteriormente, se casó en segundas nupcias con la directora y guionista india Pamela Rooks con la que tuvo un hijo, Ryan Rooks, before antes de divorciarse en 1985.
Murió el 27 de diciembre de 2011 en Massachusetts.

## Premios y distinciones
Festival Internacional de Cine de Venecia
| Año  | Categoría                  | Película  | Resultado |
| ---- | -------------------------- | --------- | --------- |
| 1966 | Premio especial del jurado | Chappaqua | Ganador   |